# Карева, Юнона Ильинична
Юнона Ильинична Карева (урождённая Фрейдман, с 1949 года — Каражеляскова; 7 июля 1933, Харьков — 27 мая 2013, Казань) — советская и российская актриса и театральный педагог. Заслуженный деятель искусств Российской Федерации (2005), Заслуженная артистка Республики Татарстан.

## Биография
Родилась 7 июля 1933 года в Харькове в семье инженера-архитектора Ильи Самуиловича Фрейдмана. Её мать Елена Стефановна Каражеляскова была пианисткой. Во время Великой Отечественной войны находилась с матерью в эвакуации в Пензе, потом в Новосибирске; после освобождения города вернулась в Харьков.
В 1955 году окончила Высшее театральное училище имени М. С. Щепкина. В 1955—1992 годах — актриса Казанского большого академического драматического театра имени В. И. Качалова. С 1971 года преподавала в Казанском театральном училище.
Избиралась депутатом городского совета Казани, возглавляла творческую секцию совета Дома актёра.
Юнона Ильинична Карева скончалась в Казани 27 мая 2013 года на 80-м году жизни. Похоронена 30 мая на Троекуровском кладбище рядом с сыном.

Могила жены и сына режиссёра Станислава Говорухина

## Семья
Первый муж — актёр Всеволод Платов (1929—2004).
Второй муж (с 1961) — кинорежиссёр Станислав Говорухин (1936—2018).
Сын — писатель, режиссёр и сценарист Сергей Говорухин (1961—2011).
Третий муж — режиссёр-постановщик Марат Тазетдинов (1939—2002), директор Казанской государственной филармонии.
Дед — Стефан Карпенко-Каражелясков (1890—1938), болгарского происхождения, член партии левых социалистов-революционеров (1909—1919), был заместителем наркома земледелия Казахской АССР (1923—1926), затем — ректором Краснодарского сельскохозяйственного института (1933—1937), репрессирован и расстрелян в 1938 году.

## Фильмография
- 1999 — Лунный папа | Moon Father | Luna Papa (эпизод)
- 1998 — Страна глухих (эпизод)
- 1997 — Время танцора
- 1990 — Шереметьево-2 (Соня, мать Татьяны)
- 1979 — Место встречи изменить нельзя (Галина Желтовская, гражданская жена Груздева, озвучивание — Антонина Кончакова)